# Jabr ibn al-Qāsim
Jabr ibn al-Qāsim est un chef de police et brièvement un vizir du califat fatimide.
Il est originaire du Maghreb et se mit au service du calife Abu Mansur Nizar al-Aziz Billah.
En 983, le vizir Yaqub ibn Killis fut emprisonné sur un malentendu et Jabr ibn al-Qāsim le remplaça. Quand Yaqub fut libéré, il reprit son poste devizir et Jabr retourna à son poste de chef de police.

## Source
- (en) Leila S. al-Imad, The Fatimid Vizierate (979-1172), Berlin, Klaus Schwarz Verlag, 1990, 239 p. (ISBN 3-922968-82-1, lire en ligne), p. 172.